# Gian Piero Gasperini
Gian Piero Gasperini  (* 26. Januar 1958 in Grugliasco) ist ein ehemaliger italienischer Fußballspieler und aktueller -trainer.
Von 2016 bis 2025 stand er bei Atalanta Bergamo unter Vertrag und prägte mit dem Gewinn der UEFA Europa League 2023/24 die erfolgreichste Ära in der Geschichte des lombardischen Klubs. Seit Juni 2025 steht er bei der AS Rom unter Vertrag.

## Laufbahn

### Karriere als Spieler
Seine Fußballkarriere begann Gasperini 1976 beim italienischen Spitzenverein Juventus Turin. Anschließend lief er für verschiedene italienische Vereine auf, ohne allerdings nennenswerte Erfolge zu feiern. Die meiste Zeit seiner Karriere verbrachte Gasperini bei Teams in der Serie B, zeitweilig sogar in der Serie C. Bei Pescara Calcio spielte er allerdings auch zwei Spielzeiten in der Serie A.

### Karriere als Trainer
Gasperini begann seine Trainerkarriere bei Juventus Turin, wo er ab 1994 im Nachwuchsbereich tätig war. In der Saison 2003/04 übernahm er den Trainerposten beim italienischen Drittligisten FC Crotone, den er gleich in seiner ersten Saison in die Serie B führte. Bei Crotone blieb Gasperini, mit einer Unterbrechung von ein paar Monaten, bis zum Juni 2006.
Anschließend wechselte er zum ambitionierten Ligakonkurrenten CFC Genua. Auch mit seiner neuen Mannschaft gelang Gasperini gleich in seiner ersten Saison der Aufstieg. Genua etablierte sich unter Gasperinis Leitung sofort in der Serie A: Die Spielzeit 2007/08 beendeten die „Rossoblu“ auf dem 10. Tabellenplatz, die Saison 2008/09 sogar auf dem 5. Platz, womit sich Genua für die Europa League qualifizierte. In dieser scheiterte man allerdings bereits in der Gruppenphase. Während Gasperinis Zeit bei Genua nannte ihn José Mourinho, damals erfolgreich Trainer bei Inter Mailand, seinen „taktisch größten Widersacher.“
In der Saison 2009/10 kam es zu einem Umbruch in der Mannschaft: Leistungsträger wie Diego Milito oder Thiago Motta verließen die „Rossoblu“ und konnten trotz großer Investitionen nicht gleichwertig ersetzt werden. Die Saison beendete Genua auf dem 9. Tabellenplatz. Nachdem Genua trotz namhafter Verstärkungen wie Luca Toni oder Rafinha enttäuschend in die Spielzeit 2010/11 gestartet war, wurde Gasperini im November 2010 entlassen.
Im Juni 2011 wurde bekannt, dass Gasperini neuer Trainer bei Inter Mailand wird, wobei er allerdings nicht die erste Wahl des italienischen Spitzenvereins war. Bei den Mailändern wurde Gasperini damit zum Nachfolger von Leonardo, der den Trainerposten bei Inter nur für ein halbes Jahr innehatte. Laut Medienberichten unterschrieb Gasperini bei den Nerazzurri einen Zweijahresvertrag und verdiente 1,2 Millionen Euro pro Saison.
Sein erstes Pflichtspiel auf der Trainerbank von Inter absolvierte Gasperini am 6. August 2011 gegen die AC Mailand im Spiel um den italienischen Supercup, das mit 1:2 verloren ging. Nachdem von den ersten fünf Pflichtspielen seiner Mannschaft vier verloren gegangen waren und nur eines unentschieden geendet hatte, wurde Gasperini nach einer Niederlage gegen Aufsteiger Novara Calcio am 21. September 2011 entlassen.
Nach drei Spieltagen der Saison 2012/13 löste Gasperini den glücklosen Giuseppe Sannino als Cheftrainer von US Palermo ab, wurde aber nach neun sieglosen Ligaspielen am 4. Februar 2013 wieder entlassen. Sein Nachfolger wurde Alberto Malesani. Dieser wurde jedoch nach drei Unentschieden in drei Spielen am 25. Februar 2013 wieder entlassen. Gasperini kehrte daraufhin auf die Trainerbank Palermos zurück, wurde aber am 11. März 2013 zum zweiten Mal innerhalb von fünf Wochen entlassen. Sein Nachfolger wurde Giuseppe Sannino, der den Verein noch zu Saisonbeginn trainierte. Gasperini selbst kehrte im September 2013 nach drei Jahren wieder als Cheftrainer zum CFC Genua zurück.
In der Saison 2016/17 übernahm er den lombardischen Verein Atalanta Bergamo. Unter Gasperini entwickelte sich Atalanta schnell zu einem der besten Teams Italiens. In Gasperinis erster Saison qualifizierte sich die Mannschaft für die UEFA Europa League 2017/18. Es war Atalantas erste Qualifikation für einen europäischen Wettbewerb seit 26 Jahren. 2018/19 erreichte Gasperinis Team den dritten Platz in der Meisterschaft und damit die beste Serie-A-Platzierung in der Geschichte des Vereins und kam bis ins Finale des italienischen Pokalwettbewerbs, das man gegen Lazio Rom verlor. Die darauffolgende erstmalige Teilnahme an der UEFA Champions League gestaltete sich mit dem Erreichen des Viertelfinales ebenfalls erfolgreich. Aufgrund dieser Erfolge wurde Gasperini 2018/19 und 2019/20 zu Italiens Trainer des Jahres gewählt. In den Spielzeiten 2019/20 und 2020/21 wurde Atalanta erneut jeweils Dritter der Serie A und verlor in der Saison 2020/21 erneut das Finale der Coppa Italia, diesmal gegen Juventus Turin.
In der Hinrunde der Saison 2021/22 war Bergamo erneut auf Champions-League-Kurs. Aufgrund einer schwächeren Rückrunde beendete der Verein die Spielzeit auf dem achten Platz, was für Atalanta in Gasperinis Amtszeit das erstmalige Verfehlen des europäischen Wettbewerbs bedeutete.
In der Pokalsaison 2023/24 verlor er mit Atalanta Bergamo zum dritten Mal das Finale des italienischen Pokalwettbewerbs, erneut gegen Juventus Turin. Dafür schaffte es Gasperini mit Bergamo, ins Finale der UEFA Europa League 2023/24 einzuziehen und dort gegen Bayer 04 Leverkusen, das bis dahin in 51 Spielen in Serie wettbewerbsübergreifend ungeschlagen war, mit 3:0 zu gewinnen. Gasperini gewann damit zugleich den ersten internationalen Titel in Atalantas Vereinsgeschichte.
Am 1. Juni 2025 bestätigte Atalanta Bergamo den Abgang Gasperinis nach fast neun Jahren auf der Trainerbank. Fünf Tage Später, am 6. Juni 2025, stellte die AS Rom Gasperini als neuen Cheftrainer vor. Er erhielt beim Hauptstadtklub einen Vertrag bis 30. Juni 2028.

## Erfolge und Auszeichnungen

### Als Spieler
- Italienischer Zweitligameister und Aufstieg in die Serie A: 1987 (Pescara Calcio)

### Als Trainer
International
- UEFA-Europa-League-Sieger: 2024 (Atalanta Bergamo)

Italien
- Aufstieg in die Serie A: 2007 (CFC Genua)
- Aufstieg in die Serie B: 2004 (FC Crotone)

### Auszeichnungen
- Gazzetta Sports Award – „Trainer des Jahres“: 2017
- Panchina d’Oro: 2018/19, 2019/20
- Italiens Fußballtrainer des Jahres: 2019, 2020
- Trainer des Monats der Serie A (3): November 2021, Mai 2024, November 2024